# Beit Ula
Beit Ula, en arabe : بيت أولا,  est une ville du gouvernorat de Hébron en Palestine, située à 10 km au nord-ouest de Hébron, au sud-ouest de la Cisjordanie.
Selon le recensement du bureau central palestinien des statistiques, la localité compte une population de 14 537 habitants en 2017.